# Лично име
Личното име (също собствено име) е част от пълното име на човек. То идентифицира човека и го различава от другите членове на обществена група, като например семейство, в което всеки има едно и също фамилно име. Обичайно, личното име се дава от родителите на новороденото при раждане.
В неформални ситуации, личните имена се използват често от познати и приятели. В по-формални ситуации се използва по-често фамилното име, освен когато е нужно да се направи разграничение между двама души с еднакви фамилии.
В Западния свят, както и в България, личното име се поставя най-отпред на пълното име. В Източна Азия и други страни по света, то обикновено се поставя накрая. Нерядко в западните култури хората имат по две лични имена.
Повечето лични имена имат форми за мъжки и женски пол, макар да съществуват и универсални лични имена. Все пак, разпознаването на пола на човек по личното му име е възможно в 99% от случаите в Европа и САЩ.
В България, най-разпространените мъжки лични имена са Георги, Иван и Димитър, а най-разпространените женски имена са Мария, Иванка и Елена.